# Dôme de Cortone
Cette  cathédrale n’est pas la seule cathédrale Sainte-Marie.
Le dôme de Cortone ou cathédrale Sainte-Marie est le principal édifice religieux de la ville de Cortone dans la région italienne de Toscane.

## Historique
Construit sur les ruines d'un temple païen et mentionné comme église au XIe siècle, l'édifice a été choisi comme cathédrale lors de la création du diocèse de Cortone en 1325 ; la résidence de l'évêque était située dans des emplacements adjacents.
En 1507, le pape Jules II a mis fin à cette anomalie en transférant le titre de cathédrale de l'église San Vincenzo. Il a ensuite été décidé d'en refaire l'intérieur.

## Sources
- (it) Cet article est partiellement ou en totalité issu de l’article de Wikipédia en italien intitulé « Duomo di Cortona » (voir la liste des auteurs).